# Administração Civil Soviética
A Administração Civil Soviética foi o governo instalado pela União Soviética na metade norte da Península Coreana a partir de 24 de agosto de 1945. A partir de 08 de fevereiro de 1946, essa administração, que, antes, trabalhava em conjunto com comitês populares provinciais, passou a dividir atribuições com o Comitê Popular Provisório da Coreia do Norte. No dia 09 de setembro de 1948, suas atividades se encerraram, com a fundação definitiva da República Popular Democrática da Coreia, mais conhecida como: Coreia do Norte.
O General Terenty Shtykov foi o principal proponente da criação de uma estrutura centralizada para coordenar os Comitês do Povo Coreano. A configuração foi oficialmente recomendada pelo general Ivan Chistyakov e chefiada pelo general Andrei Romanenko em 1945 e pelo general Nikolai Lebedev em 1946.